# Skivsopp
Skivsopp (Phylloporus pelletieri) är en svampart som först beskrevs av Joseph-Henri Léveillé, och fick sitt nu gällande namn av Lucien Quélet 1888. Phylloporus pelletieri ingår i släktet Phylloporus och familjen Boletaceae.   Inga underarter finns listade i Catalogue of Life.
I den svenska databasen Dyntaxa används istället namnet Xerocomus pelletieri för samma taxon.  Arten är reproducerande i Sverige.

## Bildgalleri

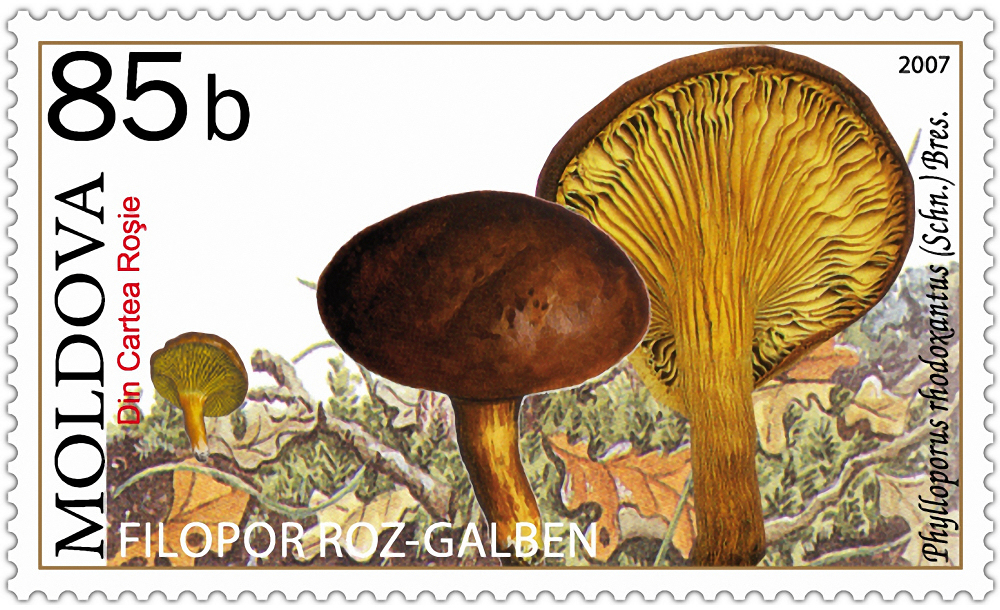
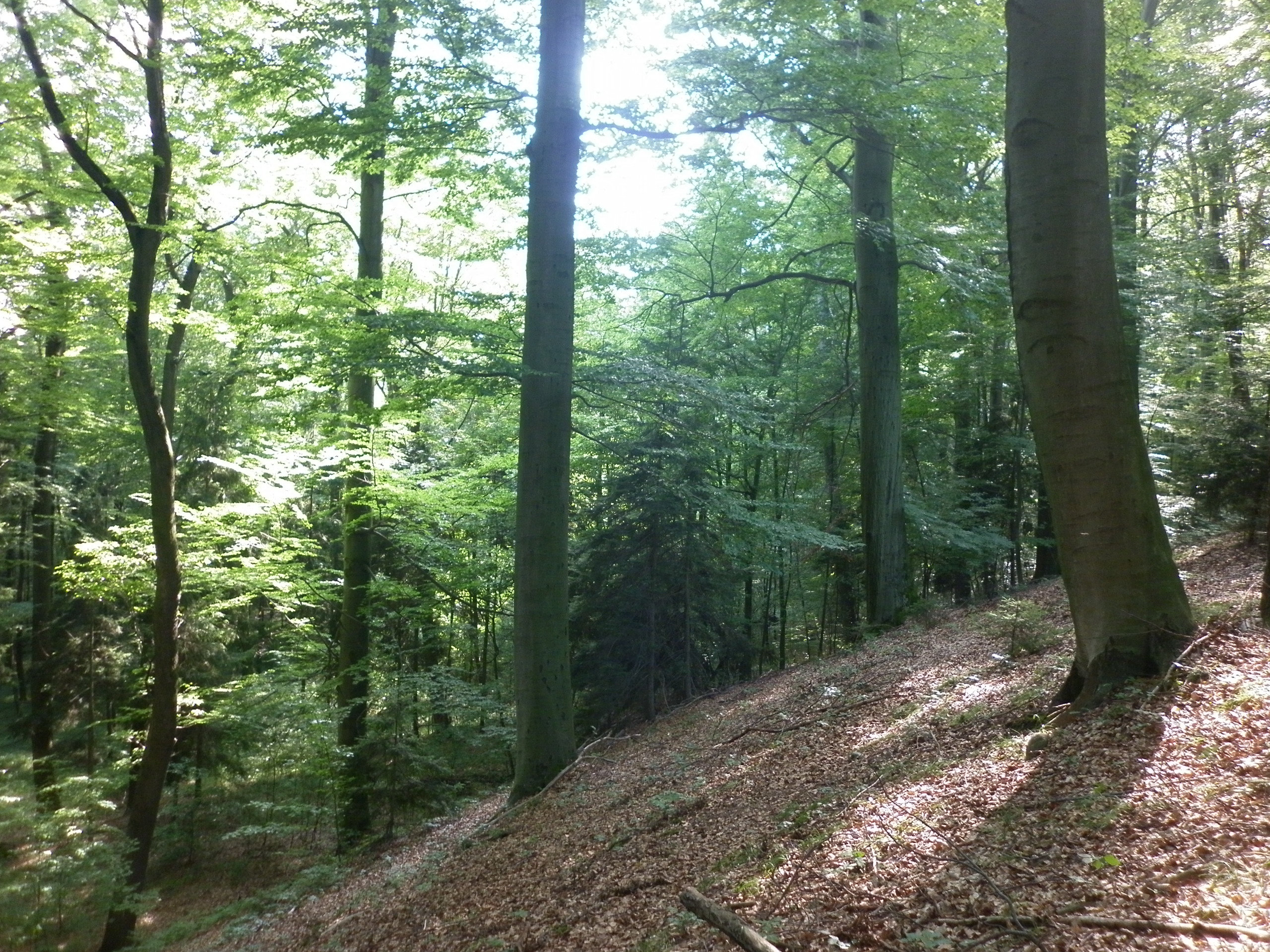
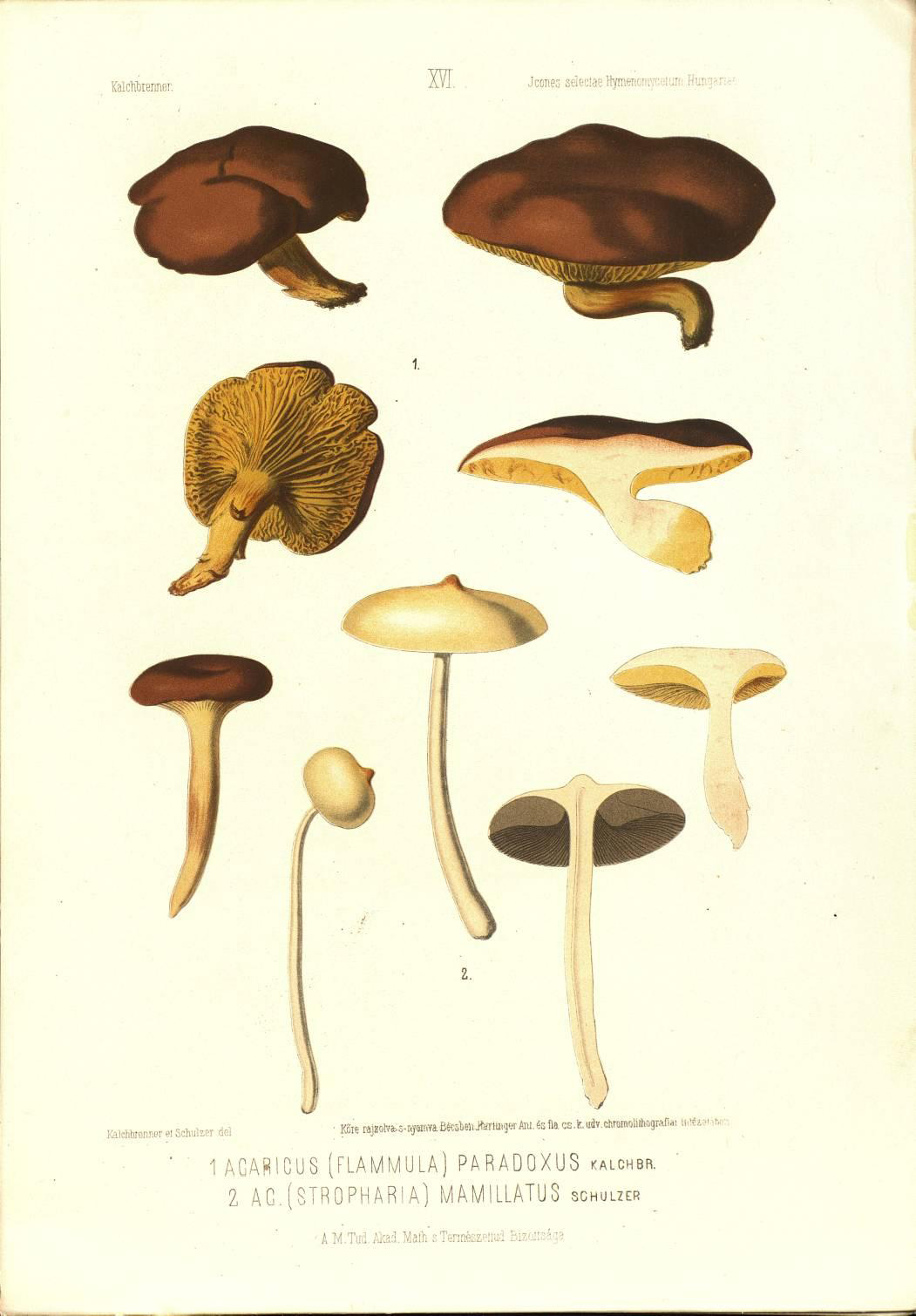
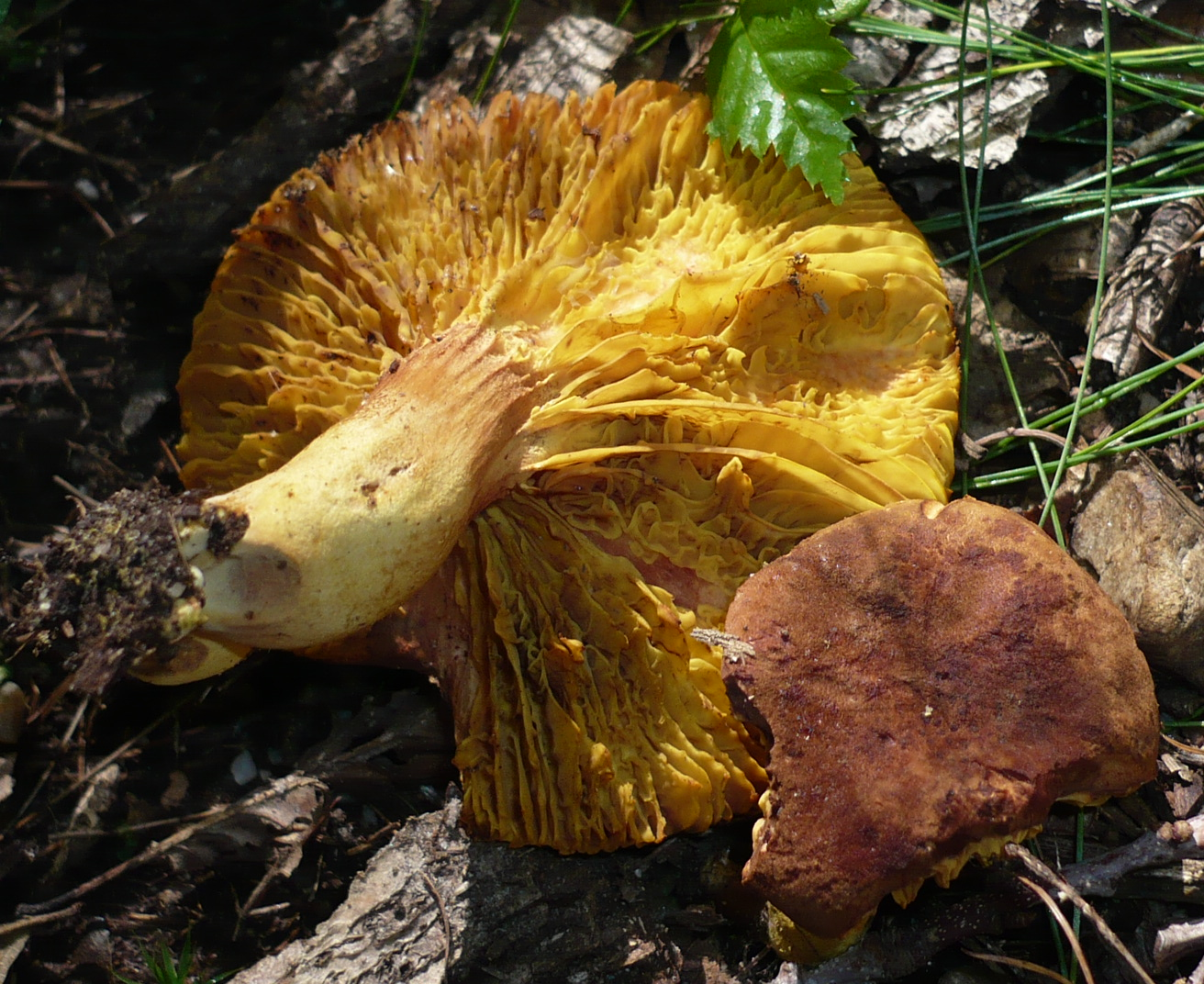
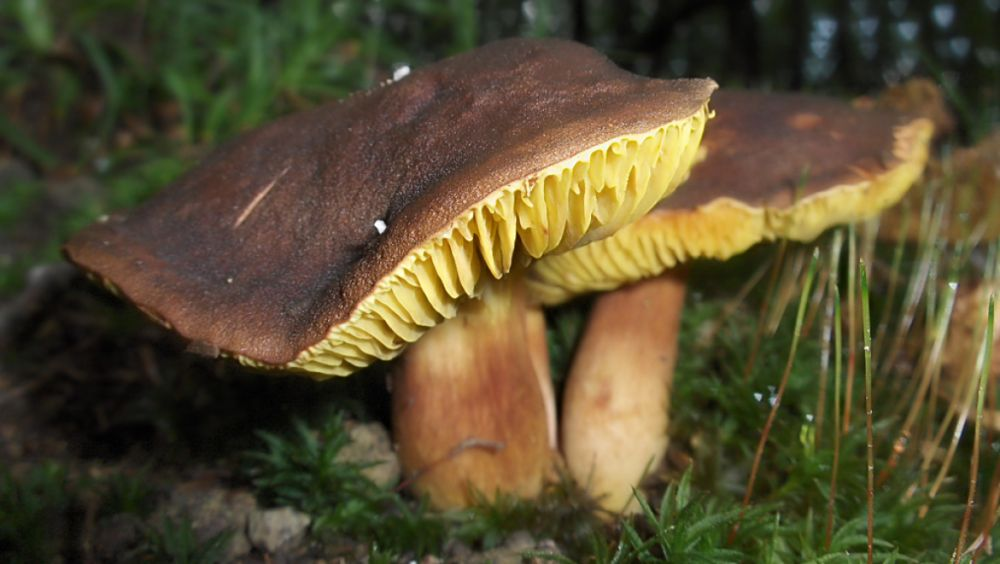
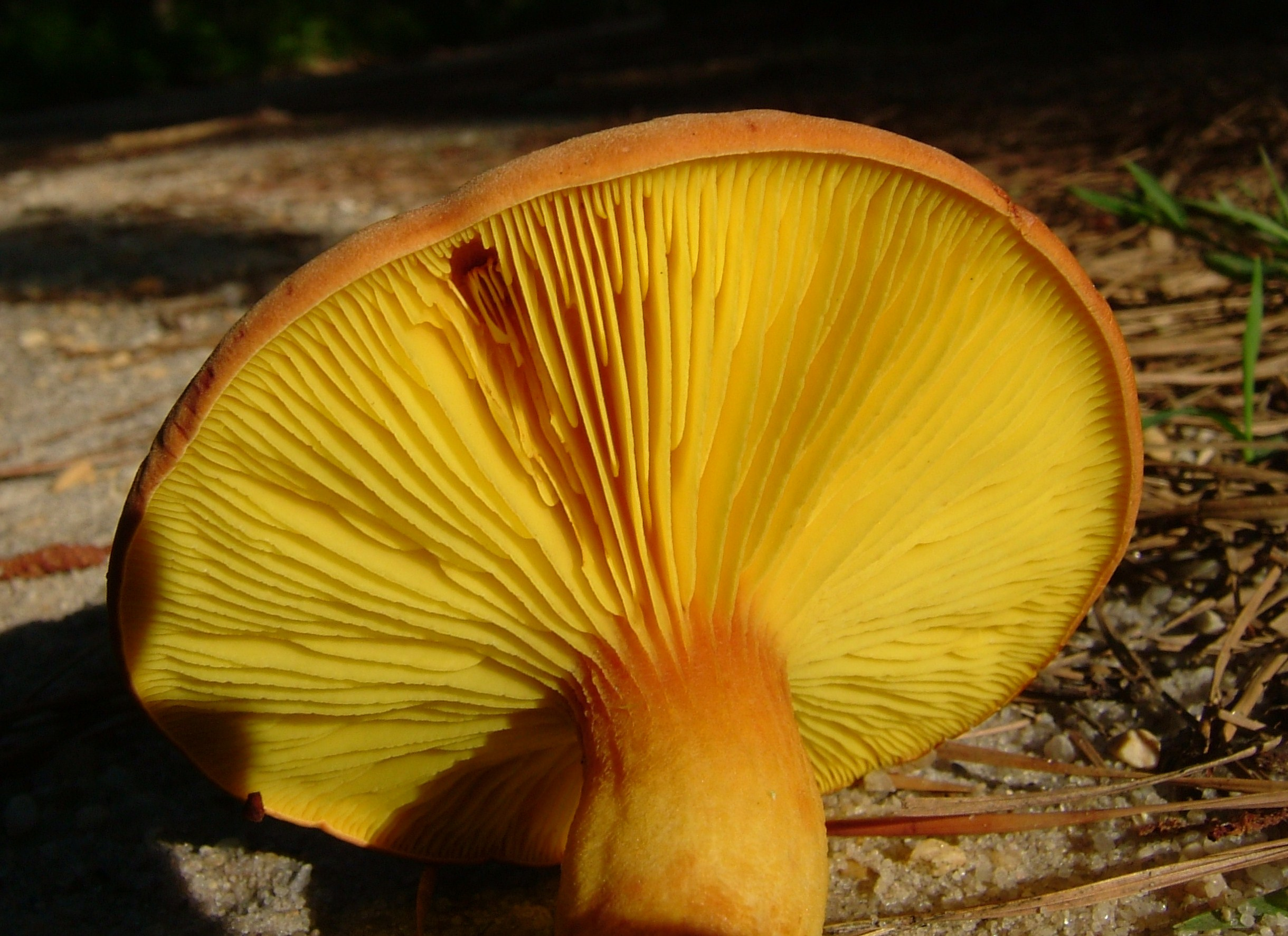